# 석항역

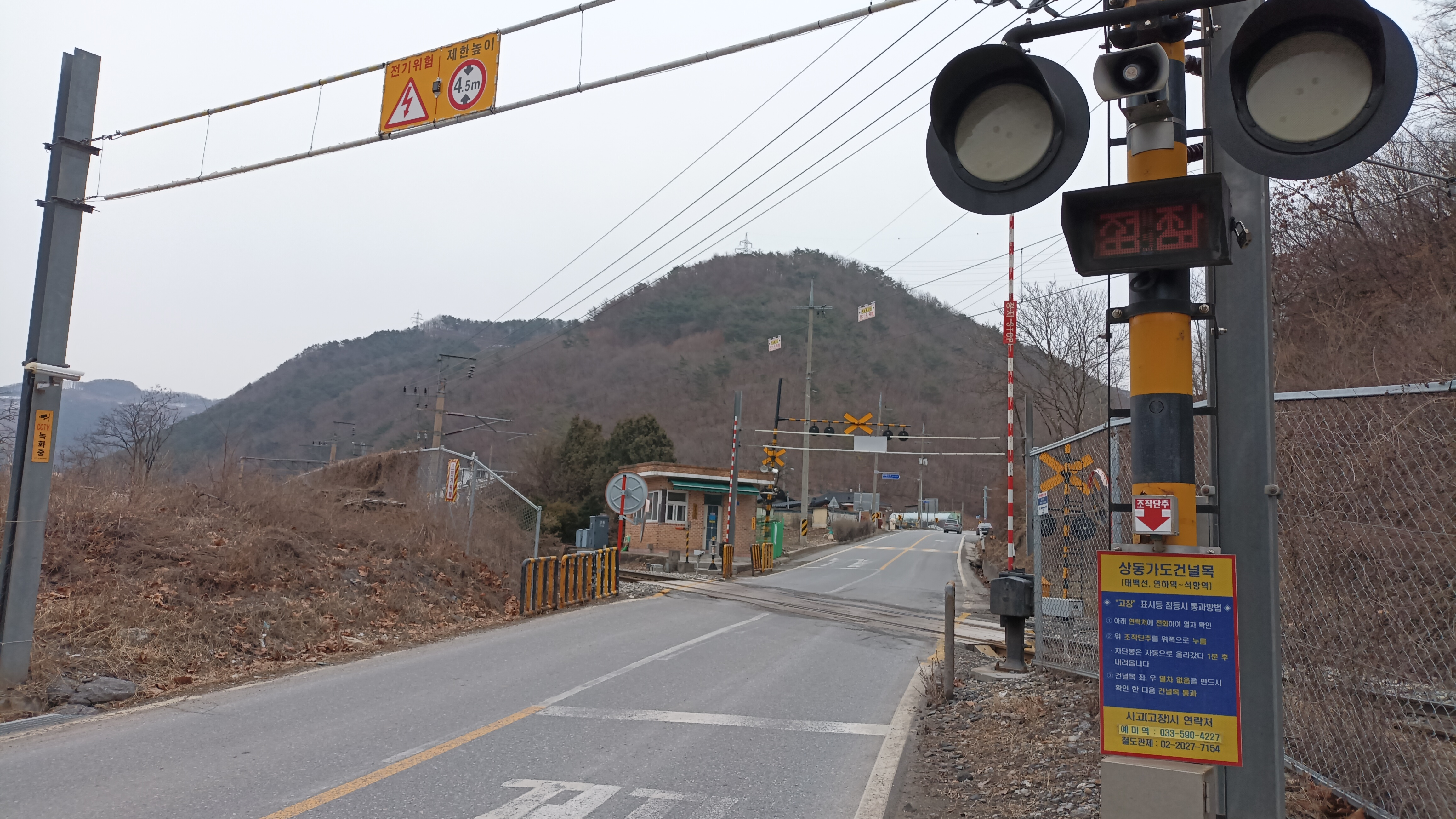
태백선 석항역 부근 국도 제31호선이 태백선과 교차하는 상동가도건널목

석항역(Seokhang station, 石項驛)은 강원특별자치도 영월군 산솔면 석항리에 위치한 태백선의 철도역이다.

## 역명 유래
돌항소(乭項所)라는 천민 집단 구역이 있었으므로 '석항리(石項里)'라 한데서 유래하였다.

## 역사
- 1957년 3월 10일 : 보통역으로 영업 개시[1]
- 1982년 : 정부종합 저탄장 신설
- 1989년 4월 15일 : 무연탄화물도착취급역 지정[2]
- 1991년 1월 1일 : 소화물 취급 중지[3]
- 1995년 2월 13일 : 승차권 단말기 설치
- 1999년 2월 : 차내취급역 지정
- 2004년 4월 1일 : 철도승차권 단말기 철거[4]
- 2009년 7월 1일 : 여객취급 중단
- 2013년 11월 14일 : 제천 기점 49.0km로 변경[5]
- 2020년 8월 28일 : 무배치간이역으로 격하.
- 2020년 12월 31일 : 화물 취급 중지[6]